# Z Librae
Z Librae är en pulserande variabel av Mira Ceti-typ (M) i stjärnbilden Vågen. 
Stjärnan varierar mellan visuell magnitud +10,4 och lägre än 14,0 med en period av 298,6 dygn.